# 青蚶
青蚶（学名：Barbatia virescens），中国大陆称作青蚶，台湾称作青鬍魁蛤，是魁蛤目魁蛤科胡魁蛤属的一种。主要分布于越南、韩国、中国大陆、台湾，常栖息在潮间带至潮下带。